# نوار تنظیم‌پذیر معده
نوار تنظیم‌پذیر معده، حلقه‌گذاری قابل تنظیم معده یا گاستریک باندینگ (به انگلیسی: adjustable gastric band) یا لاپ باند یا LAGB (باندینگ معده به روش لاپاروسکوپی)، یکی از روش‌های جراحی چاقی محسوب می‌شود که در آن یک حلقهٔ سیلیکونی قابل باد شدن از طریق لاپاروسکوپی به دور قسمت بالایی معده قرار می‌گیرد. این حلقه توسط یک رابط به مخزنی متصل شده‌است. مخزن در زیر پوست شکم قرار داده می‌شود، با تزریق مایع از زیر جلد به داخل مخزن می‌توان سبب حجیم شدن حلقه و تنگ‌تر کردن قسمت زبرین معده می‌شود. البته با توجه به عوارض زیاد این روش در حال منسوخ شدن است.

## چه کسانی کاندید LAGB هستند؟
- افرادی با (BMI) شاخص توده بدنی بین ۳۵–۴۰
- افرادی که در درمان رژیم غذایی تحت نظارت پزشک، شکست خورده‌اند. ولی خواهان کاهش وزن‌اند (البته این روش هم مستلزم رعایت رژیم غذایی محدود و ورزش است)
- داشتن تاریخچه چاقی (تا ۵ سال).[۳]

## چه کسانی نمی‌توانند این عمل را انجام دهند؟
- افراد دارای بیماری‌های التهابی، بیماری‌های قلبی، بیماری‌های گوارشی (نظیر: کرون، زخم روده)، سیروز یا کم‌کاری تیروئید هستند
- افرادی که نشانه‌ها یا سابقه خانوادگی بیماری‌های خودایمنی دارند
- افرادی که به الکل یا مواد مخدر اعتیاد دارند
- یا کسی که در حال حاضر باردار شده‌است.[۴]
- افرادی که سابقه عمل جراحی در محل مزبور دارند نظیر فوندوپلیکاسیون یا آشالازی
- در افرادی که به اجسام خارجی در بدن حساسیت دارند.[۵]

## مزایای اصلی عبارتند از
- برگشت‌پذیری
- بارداری را تحت تأثیر قرار نمی‌دهد (می‌توان با تخلیهٔ مخزن روند تغذیهٔ مناسب را برای مادران باردار فراهم نمود)
- محل زخم کوچک، بازیابی سریع و مدت بستری در بیمارستان کوتاه است
- معده هیچ برشی برنمی‌دارد
- در مقایسه با سایر جراحی‌های چاقی عوارض بعد از عمل کمتری دارد.[۶]

## عوارض احتمالی باندینگ شامل موارد زیر است
1. عود چاقی، اگر بیمار شیرینی زیاد مصرف کند
2. عفونت حلقه: که به ندرت رخ می‌دهد و در صورت بروز، بایستی حلقه از طریق لاپاروسکوپ خارج شود.
3. کاهش وزن در ابتدا به آهستگی شروع می‌شود و بعد از ۲ سال کامل می‌شود.
4. لغزش و عدم کار کرد حلقه(در افرادی این بانددبه داخل معده یا قفسه سینه می رود)
5. مشکلات محل مخزن در زیر پوست (محل تنظیم باند)
6. تهوع و استفراغ در صورت زیاد بودن وعدهٔ غذایی[۷]

## مراقبت‌های قبل از عمل
- پزشک شما باید مطمئن شود که شما کاندید LAGB هستید وکمبودهای تغذیه‌ای یا بیماری درمان نشده‌ای ندارید.
- شما باید خود را برای رعایت یک رژیم غذایی محدود و برنامه‌های ورزشی طولانی متعهد کنید.
- اگر شما یک فرد سیگاری هستید، باید سیگار را برای همیشه ترک کنید.[۸]

## شرح عمل
در روش گاستریک بندینگ جراح با ایجاد ۴ یا ۵ شکاف به قطر ۱–۲٫۵ سانتیمتر، ابزارها ودوربین لاپاروسکوپی خود را به داخل شکم عبور داده وبا کمترین تهاجم ممکن، ایمپلانت (بند) را به دور جدار خارجی معده به صورت حلقه جاگذاری می‌نماید. بدین ترتیب، عملاً معده به دو قسمت تقسیم شده و از آن پس بخش زبرین معده به عنوان معده اصلی شمرده می‌شود، در نتیجه بدون برش یا دوخت و دوز حجم معده کاهش می‌یابد به صورتی که بیمار پس از صرف مقدار کمی غذا احساس سیری می‌نماید. همچنین وجود حلقه باعث کندی عبور غذا شده که آن هم موجب احساس سیری می‌گردد. به همین دلایل زمان سیری پایدار بوده و بیمار به مدت طولانی تری میل به غذا نداشته و در نتیجه لاغر می‌شود

## مراقبت‌ها و اقدامات پس از عمل
- بیمار می‌تواند در اولین روز پس از عمل مایعات صاف شده بنوشد. درصورت ضرورت می‌توان موقعیت حلقه و مخزن را با بلع گاستروگرافین در حین رادیوگرافی بررسی و تأیید نمود. پس از تحمل رژیم مایعات صاف، بیمار قابل ترخیص خواهد بود.
- رژیم غذایی بیمار بر اساس مایعات مخلوط شده، برای ۴ تا ۶ هفته برنامه‌ریزی می‌شود و مصرف هرگونه غذاهای جامد در این مدت ممنوع است. نوشابه‌های گازدار، شیرینی‌جات، بستنی و شکلات به دلیل داشتن کالری زیاد باید از رژیم غذایی بیماران حذف گردند.
- ۶ تا ۸ هفته پس از عمل که بافت فیبروز، اطراف حلقه را احاطه و آن را در جای واقعی خود ثابت نمود، تنظیم کردن حلقه با بلع باریوم و زیر عکس برداری انجام می‌شود. بیماران می‌بایست در سال اول هر یک تادو ماه برای ارزیابی کاهش وزن، تنظیم حلقه و بررسی وضعیت تغذیه‌شان مراجعه نمایند.[۱۰]

## تنظیم باند(Band Adjustment)
1. اولین تنظیم ۶ هفته پس از عمل در بخش رادیولوژی و زیر فلوروسکوپی انجام می‌شود.
2. تنظیمات بعدی حلقه می‌تواند در مطب صورت گیرد و اغلب نیاز به بی‌حسی ندارد.
3. قبل از تنظیم باید حد اقل ۶ ساعت ناشتا باشید.
4. هر چقدر تعداد تنظیم‌هاکمتر باشد، احتمال ایجاد عارضه کمتر است.
5. بعد از تنظیم باید تا ۲ روز مایعات صاف شده و تا ۷ روز مایعات مخلوط رقیق استفاده کنید، پس از آن خوردن غذاهای جامد با لقمه‌های کوچک را آغاز نمایید.[۱۱]

## تخلیه کامل حلقه از مایع چه زمانی صورت می‌گیرد؟
- بیماران به محض اطلاع از بروز بارداری بایستی با پزشک معالجشان تماس گرفته و در اولین فرصت ممکن محتویات حلقه را تخلیه کنند، چرا که با شروع ویار بارداری و نیز افزایش فشار داخل شکم که با پیشرفت سن جنین ایجاد می‌شود، امکان جابجایی حلقه بیشتر خواهد شد. ضمن آنکه تخلیه حلقه این اجازه را به بیمار می‌دهد که برای رفع نیاز تغذیه‌ای خود و جنین، قادر به مصرف مناسب‌تر مواد غذایی باشد.
- زمانی که فرد به بیماری مهم و خاصی مبتلا شود و نیاز به بستری شدن یا تحت نظر گرفتن بیمار باشد
- هرگونه عمل جراحی با بیهوشی عمومی ایجاب می‌کند که حلقه غیرفعال شود تا از بروز استفراغ موادغذایی یاآسپیرایون در حین و پس از بیهوشی جلوگیری گردد.
- بیمارانی که مسافرت طولانی مدت در پیش دارند برای جلوگیری از بروز مشکلات ناشی از تنظیم حلقه در طی مسافرت، ملزم به غیرفعال نمودن حلقه می‌باشند.
- در مواردی که اتساع مری ناشی از تنگی بیش از حد حلقه بروز کند تخلیه حلقه ضروری است[۱۰]

## رژیم غذایی و شیوهٔ زندگی
- روزی ۵ وعده غذا بخورید. ترجیحاً یک وعده صبحانه، دو وعده غذای پروتئینی، یک وعده سوپ ویک وعده پوره انواع سبزیجات توصیه می‌شود.
- در هر وعده غذایی کل موادی که مصرف می‌کنید باید در یک فنجان چای خوری سر خالی جای بگیرد.
- بایستی هر لقمه ۲۰ بار محکم جویده شود.
- با قاشق کوچک غذا بخورید.[۱۲]
- نیم ساعت قبل از غذا و یک ساعت بعد از آن مایعات ننوشید زیرا نوشیدن مایعات سبب بدحالی و افزایش احتمال بروز عوارض می‌شود.
- به محض این که احساس پری یا سیری کردید از خوردن دست بکشید، در صورتی که حتی یک لقمه بیشتر بخورید موجب بروز استفراغ می‌گردد
- ازخوردن نوشابه‌های گازدار و فست فودها خودداری کنید.
- روزانه دو بار، هر بار ۴۵ دقیقه پیاده‌روی تند داشته باشید. این کار سبب می‌شود کاهش وزن، مؤثرتر بوده و عمدتاً از حجم چربی‌ها کاسته شده و عضلات قوی باقی بمانند.
- با توجه به این که هدف از باندینگ معده تغییر روش زندگی است، انتظار می‌رود پس از دو سال بیمار توانسته باشد این تغییر را در زندگی خود ایجاد نماید، لذا شرکت‌های سازندهٔ باند توصیه می‌کنند بعد از ۲ سال باند خارج شود. اما می‌توان تا زمانی که حلقه مشکلی برای بیمار ایجاد نکرده آن را خارج نکرد.
- میزان کاهش وزن ارتباط زیادی با روش تغذیه و میزان فعالیت بیمار دارد.[۱۱]

## جستارها وابسته
- جراحی چاقی
- اسلیو گاسترکتومی
- گاسترکتومی